# Joutsaari
Joutsaari är en ö i Finland. Den ligger i sjön Joutjärvi och i kommunen Janakkala i den ekonomiska regionen  Tavastehus ekonomiska region  och landskapet Egentliga Tavastland, i den södra delen av landet, 80 km norr om huvudstaden Helsingfors. Öns area är 1,9 hektar och dess största längd är 230 meter i sydöst-nordvästlig riktning.